# Casarano
Casarano es una localidad italiana de la provincia de Lecce, región de Puglia, con 20.549 habitantes.

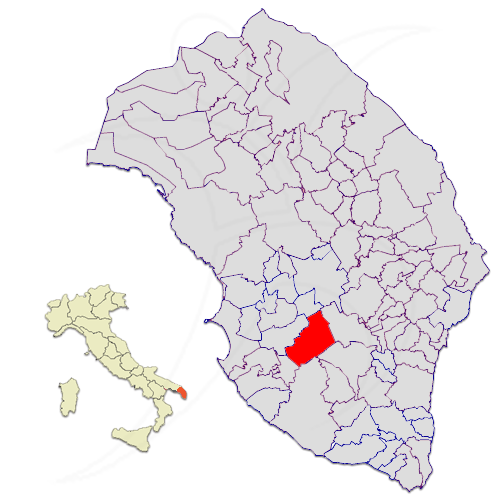
Ubicación de la ciudad de Casarano dentro de la provincia de Lecce.

## Economía
La economía está basada en la agricultura, principalmente en el cultivo de uva y oliva.

## Personajes históricos
- Bonifacio IX
- Francesco Ferrari
- Paolo Nespoli
- Francesco Barone
- Pino De Nuzzo
- Benigno Luigi Papa
- Angelo Petracca
- Ipazzio Stefano
- Emilio P. Miraglia

## Evolución demográfica
| Gráfica de evolución demográfica de Casarano entre 1861 y 2001 |
|                                                                |
| Fuente ISTAT - elaboración gráfica de Wikipedia                |